# Прованшер (Верхняя Сона)
Прованше́р (фр. Provenchère) — коммуна во Франции, находится в регионе Франш-Конте. Департамент — Верхняя Сона. Входит в состав кантона Пор-сюр-Сон. Округ коммуны — Везуль.
Код INSEE коммуны — 70426.

## География
Коммуна расположена приблизительно в 310 км к юго-востоку от Парижа, в 55 км севернее Безансона, в 12 км к северу от Везуля.
По территории коммуны протекает небольшая река Скьот (фр. Scyotte), а вдоль северной границы — небольшая река Кордельер (фр. Cordeliers).

## Население
Население коммуны на 2010 год составляло 292 человека.
| 1962 | 1968 | 1975 | 1982 | 1990 | 1999 | 2010 |
| ---- | ---- | ---- | ---- | ---- | ---- | ---- |
| 161  | 170  | 141  | 198  | 216  | 207  | 292  |

## Администрация
| Период | Период | Фамилия           | Партия | Примечания |
| ------ | ------ | ----------------- | ------ | ---------- |
| 2001   | 2008   | Марсель Маргаридо |        |            |
| 2008   | 2014   | Мишель Гарсиа     |        |            |

## Экономика
В 2010 году среди 186 человек трудоспособного возраста (15—64 лет) 139 были экономически активными, 47 — неактивными (показатель активности — 74,7 %, в 1999 году было 70,1 %). Из 139 активных жителей работали 132 человека (73 мужчины и 59 женщин), безработных было 7 (2 мужчины и 5 женщин). Среди 47 неактивных 19 человек были учениками или студентами, 18 — пенсионерами, 10 были неактивными по другим причинам.